# Asia Durr
Asia Durr (ur. 5 kwietnia 1997 w Douglasville) – amerykańska koszykarka występująca na pozycjach rozgrywającej lub rzucającej, obecnie zawodniczka Atlanty Dream.
8 czerwca 2022 została wytransferowana do Atlanty Dream w zamian za Megan Walker oraz prawa do Raquel Carrery.

## Osiągnięcia
Stan na 16 czerwca 2022, na podstawie, o ile nie zaznaczono inaczej.
NCAA
- Uczestniczka rozgrywek:
  - NCAA Final Four (2018)
  - Elite 8 turnieju NCAA (2018, 2019)
  - Sweet 16 turnieju NCAA (2017–2019)
  - II rundy turnieju NCAA (2016–2019)
- Mistrzyni:
  - turnieju konferencji Atlantic Coast (ACC – 2018)
  - sezonu zasadniczego ACC (2018, 2019)
- Laureatka nagród:
  - Dawn Staley Award (2019)
  - Ann Meyers Drysdale Award (2019)
  - ACC Kay Yow Student-Athlete of the Year (2019)
- Koszykarka sezonu konferencji ACC (2018, 2019)
- Most Outstanding Player (MOP=MVP) turnieju Lexington Regional (2018)
- Zaliczona do:
  - I składu:
    - All-American (2018przez USA Today, WBCA, USBWA, Associated Press, 2019 przez WBCA, AP, Wooden Award, espnW)
    - ACC (2017–2019)
    - najlepszych pierwszorocznych zawodniczek ACC (2016)
    - turnieju:
      - ACC (2016, 2017, 2019)
      - WNIT (2018)

  - II składu Senior CLASS Award All-American (2019)
  - składu honorable mention All-American (2017 przez WBCA)
- Liderka strzelczyń ACC (19,9 – 2018)

Drużynowe
- Wicemistrzyni Francji (2021)
- Zdobywczyni Pucharu Francji (2021)